# Natalia Dyer
Natalia Danielle Dyer, född 13 januari 1995 i Nashville, Tennessee, är en amerikansk skådespelare. Hon är mest känd för rollen som Nancy Wheeler i Netflix-serien Stranger Things.

## Bakgrund och karriär
Dyer är dotter till Allen Milles Dyer och Karen Dyer Young. Hennes intresse för skådespeleri väcktes när hon gick i grundskolan. En sommar var hon på ett sportläger, men skadade handleden och fick istället delta i ett dramaläger. När hon var 12 år fick hon genom dramalägret sin debutroll i filmen Hannah Montana: The Movie. Hon avlade examen vid Nashville School of the Arts.
År 2011 var hon med i The Greening of Whitney Brown. Hon deltog i indiefilmen Believe in Unicorns, som hade premiär 2014 på SXSW. År 2016 fick Dyer rollen som Nancy Wheeler i Netflix-serien Stranger Things. År 2019 spelade hon rollen som Coco i Netflix-skräckfilmen Velvet Buzzsaw.
Dyer flyttade till New York City och registrerade sig vid New York University 2014 för studier vid Gallatin School of Individualized Study.

## Filmografi ( i urval)

### Filmer
| År   | Titel                         | Roll             | Anmärkningar |
| ---- | ----------------------------- | ---------------- | ------------ |
| 2009 | Hannah Montana: The Movie     | Clarissa Granger |              |
| 2011 | The Greening of Whitney Brown | Lily             |              |
| 2012 | Blue Like Jazz                | Grace            |              |
| 2019 | Velvet Buzzsaw                | Coco             |              |
| 2021 | Things Heard & Seen           | Willis           |              |

### TV
| År    | Titel           | Roll          | Anmärkningar |
| ----- | --------------- | ------------- | ------------ |
| 2016– | Stranger Things | Nancy Wheeler | Huvudroll    |

### Musikvideor
| År   | Titel       | Artist    | Ref   |
| ---- | ----------- | --------- | ----- |
| 2018 | "Wild Love" | James Bay | [ 9 ] |

## Utmärkelser och nomineringar
| År   | Nominerat arbete | Utmärkelse                 | Kategori                                                       | Resultat  | Ref.   |
| ---- | ---------------- | -------------------------- | -------------------------------------------------------------- | --------- | ------ |
| 2017 | Stranger Things  | Screen Actors Guild Awards | Outstanding Performance by an Ensemble in a Drama Series       | Vann      | [ 10 ] |
| 2017 | Stranger Things  | Young Artist Awards        | Best Performance in a Digital TV Series or Film — Teen Actress | Nominerad |        |
| 2017 | Stranger Things  | Gold Derby Awards          | Best Ensemble of the Year                                      | Nominerad | [ 11 ] |
| 2018 | Stranger Things  | Screen Actors Guild Awards | Outstanding Performance by an Ensemble in a Drama Series       | Nominerad | [ 12 ] |